# Ваеньга
Ва́еньга — река в Виноградовском районе Архангельской области России, правый приток Северной Двины.

## Этимология
Название Ваеньги (прежнее название Ваенга), видимо, происходит от чудского «-еньга» — река и саамского «ву-ойнгга» — волшебный. Впрочем, есть и более реалистичные версии этимологии данного гидронима: указанное «-еньга» и саамское «вуэй» — «ручей» (недаром столько притоков); либо, как и река Ваенга в Мурманской области (близ Североморска), — от саамского «вайонгг» — важенка.

## География
Исток Ваеньги находится вблизи водораздела Северной Двины и Пинеги, на высоте 201 метр над уровнем моря. Устье реки находится на 334 км по правому берегу реки Северная Двина, на высоте 9 метров над уровнем моря. В верхнем течении Ваеньга протекает по территории Клоновского заказника. Впадает в Северную Двину возле посёлка Усть-Ваеньга. В верхнем течении (до деревни Нижняя Ваеньга) в русле много порогов и перекатов. Длина реки — около 218 км. Площадь водосборного бассейна — около 3370 км². Питание реки снеговое и дождевое. Расход воды — 30,4 м³/с. Ледостав с конца октября — начала ноября по конец апреля.

## Притоки
Главные притоки: слева — Нондрус, Малая Квахтюга, Большая Квахтюга, Тахта, Улиньга, Шомбаш, Раза, Толмас; справа — Шабоньга, Югна, Кисема, Шуровка, Пескарь, Ухтаньга, Ольховка, Лаповка.

## Населённые пункты
Населёнными пунктами на Ваеньге являются: Верхняя Ваеньга, Воронцы, Гольцово, Квахтюга, Нижняя Ваеньга, Усть-Ваеньга. В XVIII веке на реке Ваеньга располагалась старообрядческая пустынь (в 20 верстах от пустыни Гарь).